# Вилијам Мервин
Вилијам Стенли Мервин (енгл. William Stanley Merwin; 30. септембар 1927 — 15. март 2019) био је амерички књижевник, песник и преводилац.
Објавио је преко 20 књига поезије за које је између осталих признања добио и две Пулицерове награде, за књиге Носач мердевина (1970) и Сенка Сиријуса (2009). Био је и веома плодан преводилац преводећи највише са романских језика — дела Дантеа, Неруде и других.

## Биографија
Рођен је 30. септембра 1927. године у Њујорку. Отац му је био презбитеријански свештеник и као петогодишњак Мервин је писао химне. Похађао је Принстон заједно са песником Голвејем Кинелом учећи код књижевног критичара и песника Ричарда Палмера Блекмура и песника Џона Беримена. Дипломирао је 1948, а потом посветио једну годину учењу романских језика. У то време писао је драме у стиху и подучавао децу из португалске краљевске породице. Почиње и да преводи. Оженио се Дороти Џ. Фери. Године 1950. отишао је на Мајорку где је подучавао сина Роберта Грејвса. Ту је упознао своју будућу супругу Дидо Милрој. Потом је живео у Лондону и јужној Француској. Добивши стипендију, сели се натраг у Бостон. Ту ступа у песнички кружок око Роберта Лоуела упознавши песнике Теда Хјуза, Силвију Плат, Едријен Рич и Доналда Хола што га учвршћује у одлуци да се посвети песничком позиву. Касније се са супругом Дидо Мелрој враћа у Европу где се дружи са песничким паром Тедом Хјузом и Силвијом Плат. Године 1968. се по други пут разводи и живи паралено у Њујорку, Лондону и на југу Француске. Године 1976. Мервин се сели на Хаваје на стару плантажу ананаса коју покушава да врати у пређашње стање — у шуму палми. Ту проучава зен будизам и жени се Полом Шварц.
Постао је песнички консултант Конгресне библиотеке 1999. заједно са песникињама Ритом Дов и Луизом Глик.
2005. проглашен је лауреатом Фестивала песничких вечери у Струги у Македонији.
Изјашњавао се против рата у Вијетнаму и био и иначе пацифиста, политички активан и еколошки освешћен. Коментаришући историјска дешавања свога времена, рекао је да је историја свакако једно „пропало предузеће”.
Преминуо је 15. марта 2019. године у свом дому у месту Хајку-Паувела, на Хавајима, у 91. години, у сну.

## Дело
Највећи утицај на формирање Мервина као песника извршио је Езра Паунд кога је посетио око 1940. као осамнаестогодишњак. Након те посете Паунд му је посало разгледницу на којој је писао савет: „Читај семење, не гранчице”, који се односио на лектиру коју Мервин треба да чита, тј. да не чита већ избрушена врхунска књижевна дела него она која су неком својом идејом или још неуобличеним поступком довела на крају до великих писаца који су их усавршили. Паунд га је посаветовао и да се озбиљно позабави превођењем као врстом песничке вежбе.
Мервинова прва књига поезије Маска за Јануса (1952) добила је награду Јејла захваљујући песнику В. Х. Одну који је сматрао технички врло успелом. Пишући је Мервин је био инспирисан средњовековном поезијом коју је преводио под Пундовим утицајем, и класичном митологијом. У наредним књигама Зеленило са зверима (1956) и Пијан у пећи (1960) Мервин мења стил под утицајем конфесионалне поезије песника око Роберта Лоуела и пише непосредније и више аутобиографски.
Године 1967. излази књига Вашке као одговор на рат у Вијетнаму коју већина критичара сматра његовом најуспелијом песничком књигом, док је сам Мервин сматрао својим најмрачнијим и најмизантропскијим делом. Већ у претходној књизи Покретна мета Мервин је почео да напушта интерпункцију будући наклоњен усменој поезији и да традиционални везани стих замењује слободним. Наредна књига Носач мердевина (1970) добила је Пулицерову награду. Новац од награде је донирао против рата у Вијетнаму, што је В. Х. Одн искритиковао истичући да Пулицерова награда нема политичку конотацију. Многе од песама из ове књиге говоре о човековој исконској повезаности са природом и истовремено удаљавању од ње, као и о жудњи за моћи и уништењем, што су све теме које се протежу кроз читаву Мервинову поезију која је иначе склона критици друштва и времена у којем песник живи. У свету у којем постоји нуклеарно наоружање и ратови, а шуме све брже нестају под градовима, Мервин се у песми Елегија која има само један стих пита: „Коме бих је показао”.
Мервинов преводилачки рад је врло разноврстан, од Песма о Сиду до поезије Осипа Мандељштама и Пабла Неруде. Највише признања је добио за превод дела Сер Гавејн и Зелени витез, као и за превод Дантеовог Чистилишта.

### Поезија
- 1952: Маска за Јануса (A Mask for Janus, New Haven, Connecticut: Yale University Press) — награда Јејла за младе песнике 1952.
- 1954: Медведи који плешу (The Dancing Bears, New Haven, Connecticut: Yale University Press)
- 1956: Зеленило са зверима (Green with Beasts, New York: Knopf)
- 1960: Пијан у пећи (The Drunk in the Furnace, New York: Macmillan)
- 1963: Покретна мета (The Moving Target, New York: Atheneum)
- 1966: Сабране песме (Collected Poems, New York: Atheneum)
- 1967: Вашке (The Lice, New York: Atheneum)
- 1969: Animae, San Francisco: Kayak
- 1970: Носач мердевина (The Carrier of Ladders, New York: Atheneum) — Пулицерова награда
- 1970: Знакови (Signs, illustrated by A. D. Moore; Iowa City, Iowa: Stone Wall Press)
- 1973: Записи за недовршену пратњу (Writings to an Unfinished Accompaniment, New York: Atheneum)
- 1975: Прве четири књиге песама (The First Four Books of Poems, containing A Mask for Janus, The Dancing Bears, Green with Beasts, and The Drunk in the Furnace, New York: Atheneum; (reprinted in 2000, Port Townsend, Washington: Copper Canyon Press))
- 1977: Цвет компас (The Compass Flower, New York: Atheneum)
- 1978: Перје са брда (Feathers From the Hill, Iowa City, Iowa: Windhover)
- 1982: Открића острва (Finding the Islands, San Francisco: North Point Press)
- 1983: Отварање шаке (Opening the Hand, New York: Atheneum)
- 1988: Киша у дрвећу (The Rain in the Trees, New York: Knopf)
- 1988: Изабране песме (Selected Poems, New York: Atheneum)
- 1993: Путовања: песме (Travels: Poems, New York: Knopf) — награда за поезију Ленора Маршал 1993.
- 1996: Лисица: песме (The Vixen: Poems, New York: Knopf)
- 1997: Цвет и рука (Flower and Hand: Poems, 1977—1983 Port Townsend, Washington: Copper Canyon Press)
- 1998: Стрме литице: прича, „роман у стиху” (The Folding Cliffs: A Narrative, a „novel-in-verse” New York: Knopf)
- 1999: Звук реке: песме (The River Sound: Poems, New York: Knopf)
- 2001: Ученик (The Pupil, New York: Knopf)
- 2005: Миграције: нове и изабране песме (Migration: New and Selected Poems, Port Townsend, Washington: Copper Canyon Press) — Национална књижевна награда за поезију
- 2005: Садашње друштво (Present Company, Port Townsend, Washington: Copper Canyon Press)
- 2008: Сенка Сиријуса (The Shadow of Sirius, Port Townsend, Washington: Copper Canyon Press) — Пулицерова награда за 2009.
- 2014: Месец пре јутра (The Moon Before Morning, Port Townsend, Washington: Copper Canyon Press; Hexham, Northumberland, UK: Bloodaxe Books)
- 2016: Време за врт (Garden Time, Port Townsend, Washington: Copper Canyon Press; Hexham, Northumberland, UK: Bloodaxe Books)
- 2017: Основни В. С. Мервин (The Essential W. S. Merwin, Port Townsend, Washington: Copper Canyon Press)

### Проза
- 1970: Бледа рударева деца (The Miner's Pale Children, New York: Atheneum)
- 1977: Куће и путници (Houses and Travellers, New York: Atheneum)
- 2002: Моћи Вентадорна (The Mays of Ventadorn, National Geographic Directions Series; Washington: National Geographic)
- 2004: Крајеви Земље (The Ends of the Earth, essays, Washington: Shoemaker & Hoard)

### Драме
- 1956: Мрачно дете (Darkling Child) (са Дидом Милрој)
- 1957: Услужно острво (Favor Island)
- 1961: Позлаћени запад (The Gilded West)

### Преводи
- 1959: The Poem of the Cid, London: Dent (American edition, 1962, New York: New American Library)
- 1960: The Satires of Persius, Bloomington, Indiana: Indiana University Press
- 1961: Some Spanish Ballads, London: Abelard (American edition: Spanish Ballads, 1961, New York: Doubleday Anchor)
- 1962: The Life of Lazarillo de Tormes: His Fortunes and Adversities, a Spanish novella; New York: Doubleday Anchor
- 1963: The Song of Roland
- 1969: Selected Translations, 1948—1968, New York: Atheneum — награда за превод ПЕН
- 1969: Twenty Love Poems and a Song of Despair, poems by Pablo Neruda; London: Jonathan Cape
- 1969: Voices: Selected Writings of Antonio Porchia, Chicago: Follett
- 1969: Transparence of the World, poems by Jean Follain, New York: Atheneum
- 1971: „Eight Quechua Poems”, The Hudson Review
- 1974: Osip Mandelstam: Selected Poems (with Clarence Brown), New York: Oxford University Press
- 1977: Sanskrit Love Poetry (with J. Moussaieff Masson), New York: Columbia University Press (published in 1981 as Peacock's Egg: Love Poems from Ancient India, San Francisco: North Point Press)
- 1977: Vertical Poetry, poems by Roberto Juarroz; San Francisco: Kayak
- 1978: Euripides' Iphigeneia at Aulis (with George E. Dimock Jr.), New York: Oxford University Press
- 1979: Selected Translations, 1968—1978, New York: Atheneum
- 1981: Robert the Devil, an anonymous French play; with an introduction by the translator; Iowa City, Iowa: Windhover
- 1989: Sun at Midnight, poems by Musō Soseki (with Soiku Shigematsu)
- 2000: Purgatorio from The Divine Comedy of Dante; New York: Knopf
- 2002: Gawain and the Green Knight, a New Verse Translation, New York: Knopf; 2003: Tarset, Northumberland, UK: Bloodaxe Books
- 2013: Sun At Midnight, poems by Muso Soseki, Port Townsend, Washington: Copper Canyon Press (with Soiku Shigematsu)

### Мервин у преводима на српски језик
- Антологија модерне америчке поезије / изабрао и приредио Иван В. Лалић; превод Бранка Лалић и Иван В. Лалић. — Садржи: Левијатан ; Дању и ноћу ; Нојев гавран. — Београд : Просвета. 1972. стр. 270—272.
- Izvedite ovaj jednostavan test / V. S. Mervin; [prevod David Albahari]. — У: Ulaznica. — God. 7, br. 31 (1973), str. 18-19. ISSN 0503-1362
- Vaške : izabrane pesme / V. S. Mervin; [izbor i prevod s engleskog David Albahari i Raša Livada]. — Beograd : Rad, 1979.
- Gde je kraj tišini ; Planine ; Avion / V. S. Mervin; sa engleskog preveo Darko Gavrilović. — У: Polja. — God. 47, br. 420 (april-maj 2002), str. 82-83. ISSN 0032-3578
- Ваздух ; Уочи поплаве ; Одисеј / Вилијам Стенли Мервин; [избор, белешка и превод Владимир Јагличић]. — U: Липар. — Год. 10, бр. 38/40 (2009), стр. 616. ISSN 1450-8338
- Наследство јутарњих брда / Мервин В. С. ; са енглеског превела Милица Ћурчин. — Садржи: Наследство ; Младост ; Ноћ без месеца ; Одлазак ; Јутарња брда. — У: Свеске. — Год. 26, бр. 118 (2015), стр. 41-43. ISSN 1451-9976

## Значајније награде
- 1952: Награда Јејла за младе песнике
- 1969: Награда за превођење ПЕН
- 1971: Пулицерова награда за поезију[10]
- 1979: Награда за поезију Болинген, Универзитетска библиотека Јејла
- 1990: Награда Ејкен Тејлор за модерну америчку поезију
- 1994: Награда за поезију Ленора Маршал
- 1994: Награда Тенинг
- 2005: Национална књижевна награда[11]
- 2009: Пулицерова награда за поезију[12]
- 2010: Песник лауреат Сједињених Америчких Држава[13]
- 2013: Интернационална књижевна награда Збигњев Херберт[14]